# Paraneaetha diversa
Paraneaetha diversa là một loài nhện trong họ Salticidae.
Loài này thuộc chi Paraneaetha. Paraneaetha diversa được J. Denis miêu tả năm 1947.